# Hostomel
Hostomel (ukrajinsky Гостомель; rusky Гостомель, Gostomel) je městys (ukrajinsky selyšče) ležící u řeky Irpiň severozápadně od hlavního města Ukrajiny, Kyjeva. Společně s městysy Kocjubynske a Vorzel administrativně přináleží k Bučskému rajónu v Kyjevské oblasti. V roce 2021 zde žilo přibližně 17 500 obyvatel. Město je známé především kvůli významnému mezinárodnímu letišti. Dekretem prezidenta Volodymyra Zelenského z 25. března 2022 město dostalo čestný titul hrdinské město Ukrajiny.

## Historie
První zmínka o obci pochází z roku 1495, kdy ji litevský velkokníže Alexandr Hostomel daroval knížeti Ivanu Daškevičovi Lvoviči Glinskému. Po zradě Glinských Moskvanů v roce 1509 byl majetek krále Zikmunda I. předán Semjonu Polozovi. V roce 1614 polský král Zikmund III. Vasa městu udělil magdeburské městské právo. V jeho čele stanul Stanislav Charlenskyj, syn kyjevského komořího Felixe. Během národně osvobozeneckého povstání pod vedením Bohdana Chmelnického se stalo kozáckým městem kyjevského pluku. V roce 1654 město dobyli Moskvané. V roce 1694 byl postaven pravoslavný chrám. V červenci 1768 město napadli hajdamaci Ivana Bondarenka. V roce 1866 byl Hostomel povýšen na městys a dále se rychle rozvíjel. Byl mimo jiné znám silnou židovskou komunitou. V roce 1962 byl Hostomel s přilehlými obcemi podřízen správě Irpině. V roce 1972 byla k městu přičleněna obec Mostyšče.

## Ruská agrese 2022

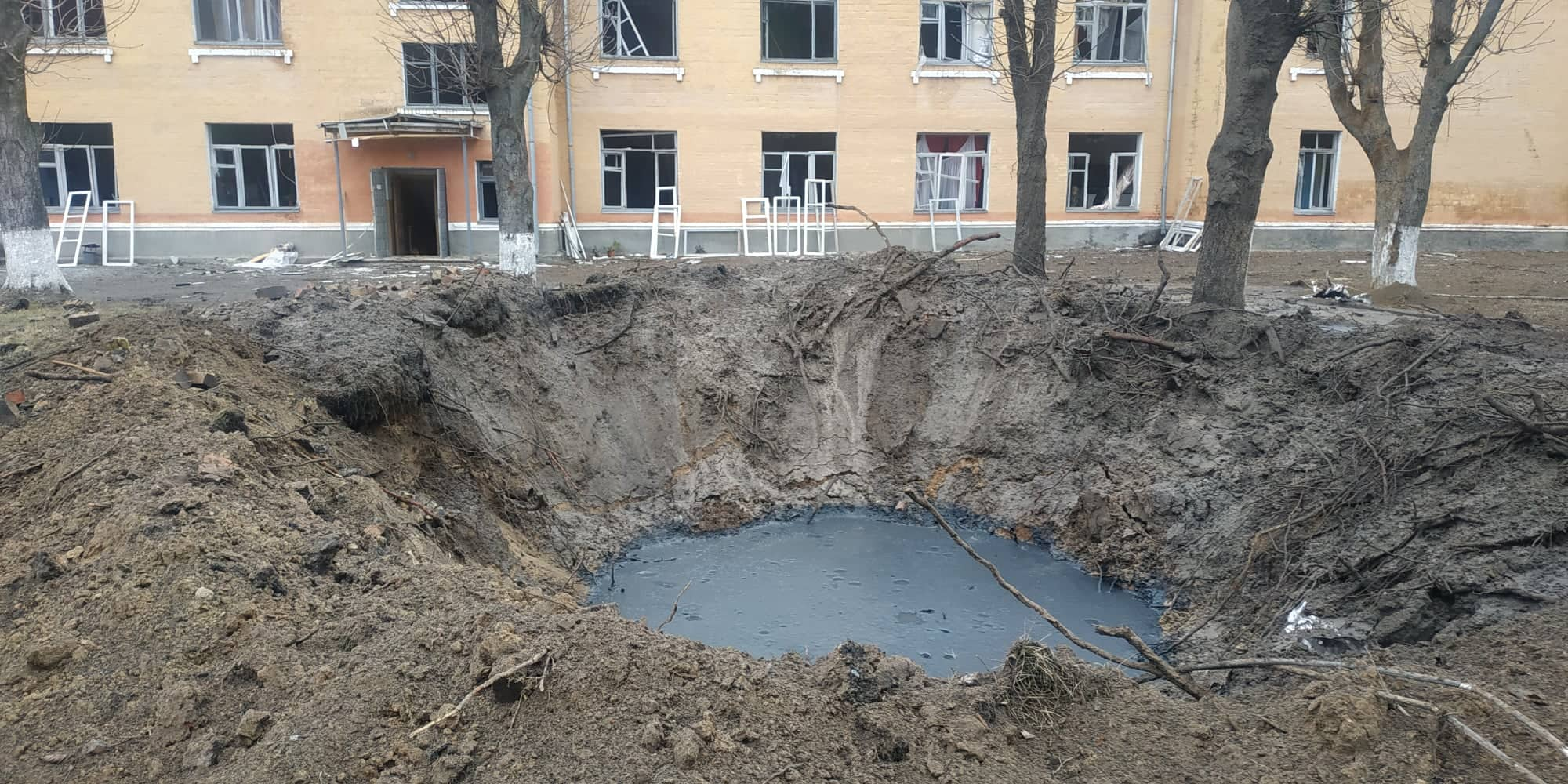
Kráter bomby, svržené 25. února 2022 ruským bombardérem Antonov AN 25 na sídliště v Hostomelu

24. února ruská armáda zaútočila na letiště, 25. února bylo město bombardováno a ostřelováno. Po zničení strategických cílů došlo k útokům na obytné čtvrti. Starosta Jurij Prilypko byl zastřelen ve chvíli, kdy roznášel obyvatelům potraviny a léky. 25. března Rusové celé město obsadili. 1. dubna 2022 ukrajinská armáda město osvobodila.

## Památky
- Pravoslavný chrám Přímluvy Panny Marie (Svajtopokrovskij), založen roku 1694
- Památník obětem velké vlastenecké války (masový hrob stovky vojáků, padlých zde v letech 1941-1945)

## Rodáci
- Cezar Abramovyč Oršansky (1927-1996) - ukrajinský režisér animovaných filmů
- Alexandr Lazarovyč Edelman (1904-1995) - ukrajinský klavírista, profesor Kyjevské konzervatoře, roku 1978 emigroval do USA
- Ivan Ivanovyč Savčenko (1904-1944) - plukovník Rudé armády, v listopadu 1944 byl při osvobozování Rigy  smrtelně raněn a den na to zemřel.

## Partnerská města
- Řeporyje, Česko (2023)[2]